# Klöstafallet
Klöstafallet är ett vattenfall beläget i floden Långan strax innan dess utflöde i Indalsälven. Det ligger i Lit socken i Östersunds kommun och i Jämtland. Klöstafallet är en god fiskelokal och här trivs bland annat öring.